# Стрельцов, Игнат Андреевич
Игна́т Андре́евич Стрельцо́в (1851 — после 1917) — член I Государственной думы от Харьковской губернии, крестьянин.

## Биография
Православный, крестьянин Купянского уезда. Самоучка.
Был на военной службе. Участвовал в русско-турецкой войне 1877—1878 годов и ахал-текинской экспедиции. Был награждён медалью за отличие в боях под Батумом и Георгиевским крестом за штурм Геок-Тепе.
Вышел в отставку унтер-офицером. Занимался земледелием (16 десятин). В течение 10 лет служил по выборам волостным старшиной и председателем волостного суда.
В 1906 году был избран членом I Государственной думы от Харьковской губернии. Входил в конституционно-демократическую фракцию. В думских комиссиях не участвовал. Его политический девиз: «только не против государя, и по закону».
Дальнейшая судьба неизвестна. Племянник — Иоанн (Стрельцов).